# Лаграс
Лагра́с (фр. Lagrasse) — коммуна во Франции, административный центр кантона Лаграс (округ Каркасон департамента Од, Окситания). Входит в список «Самых красивых деревень Франции».
Код INSEE коммуны — 11185.

## Население
Население коммуны на 2008 год составляло 599 человек.
| 1962 | 1968 | 1975 | 1982 | 1990 | 1999 | 2006 | 2008 |
| ---- | ---- | ---- | ---- | ---- | ---- | ---- | ---- |
| 622  | 665  | 623  | 696  | 704  | 615  | 603  | 599  |

## Экономика
В 2007 году среди 396 человек в трудоспособном возрасте (15—64 лет) 250 были экономически активными, 146 — неактивными (показатель активности — 63,1 %, в 1999 году было 67,9 %). Из 250 активных работали 217 человек (120 мужчин и 97 женщин), безработных было 33 (15 мужчин и 18 женщин). Среди 146 неактивных 32 человека были учениками или студентами, 31 — пенсионерами, 83 были неактивными по другим причинам.

## Достопримечательности
- Средневековой город: крепостные стены, узкие улочки, крытый рынок
- Монастырь Св. Марии
- Старый мост, построенный в 1303 году. Перестраивался в VII и XIX веках
- Церковь Сен-Мишель в готическом стиле
- Руины монастыря Сен-Мишель
- Часовня Нотр-Дам-дю-Карла

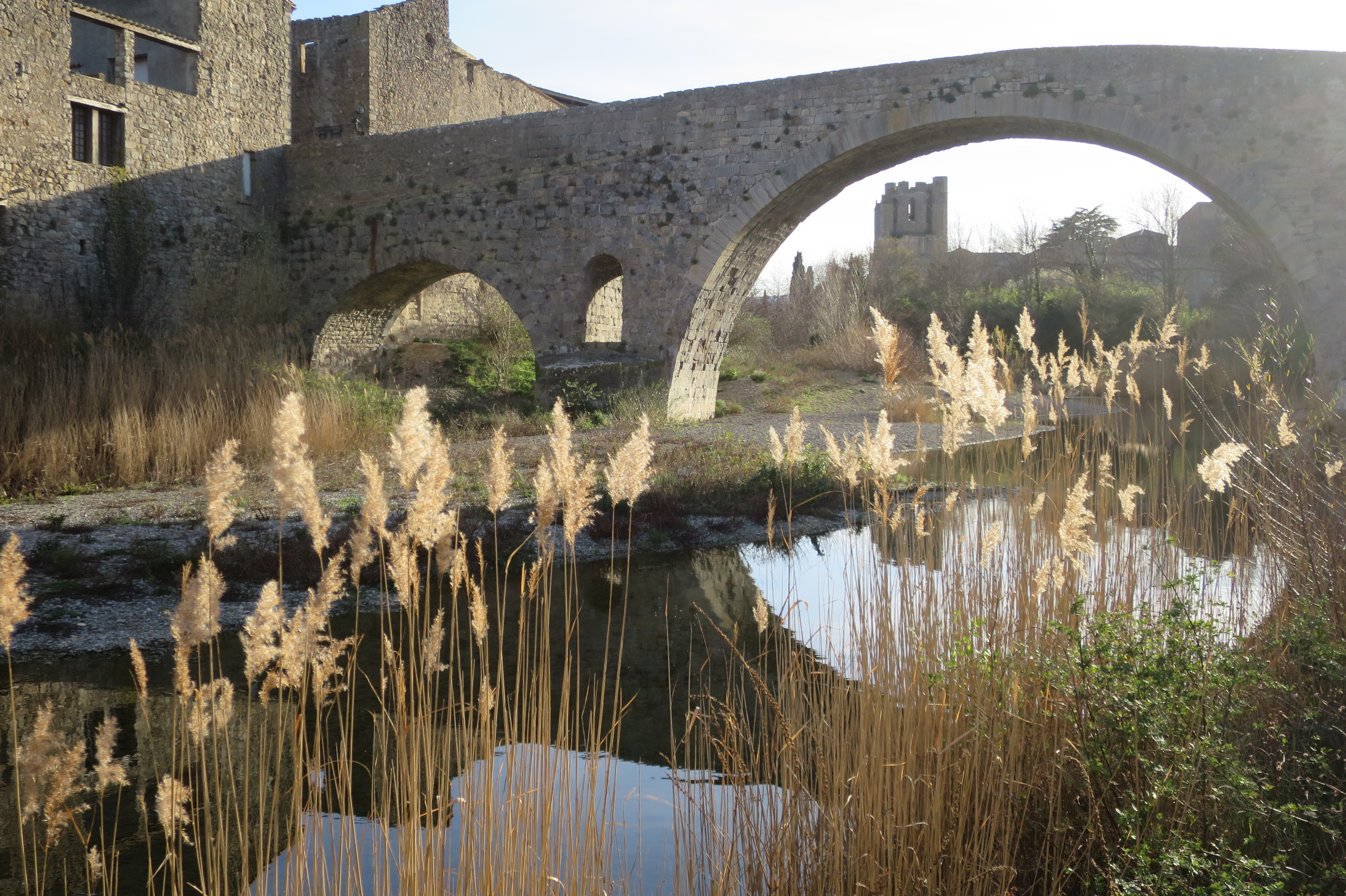
Мост аббатства
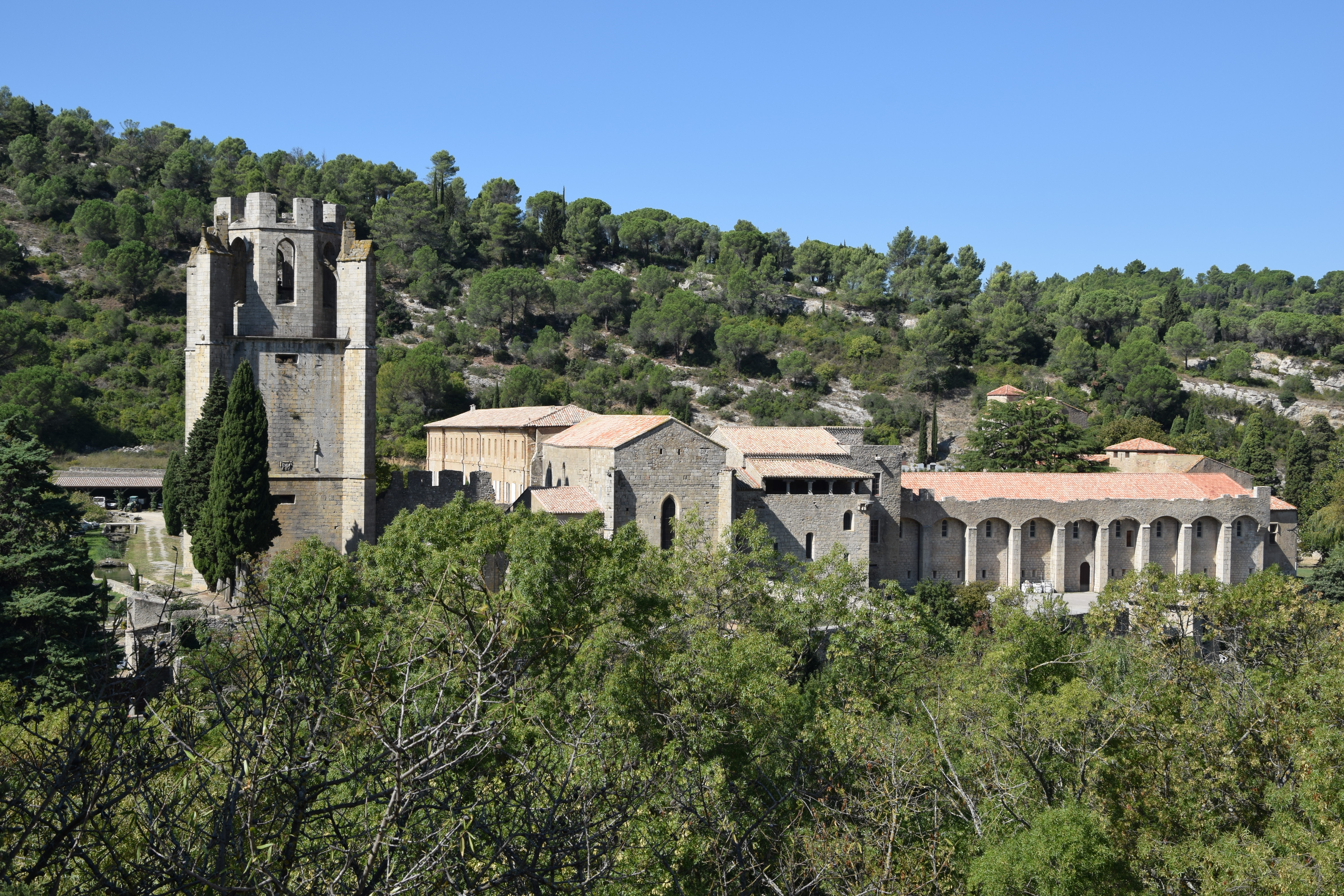
Аббатство св. Марии
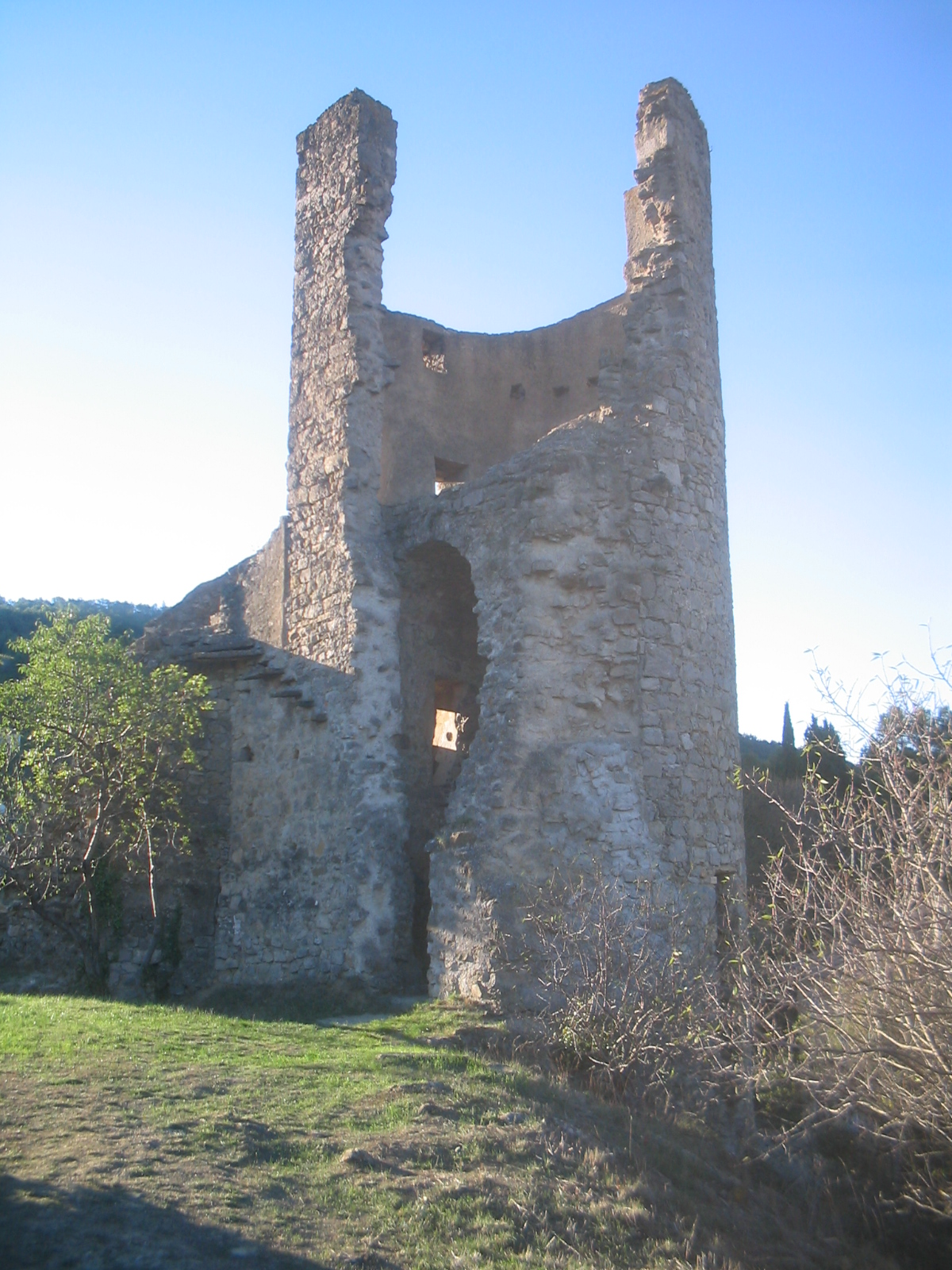
Руины башни
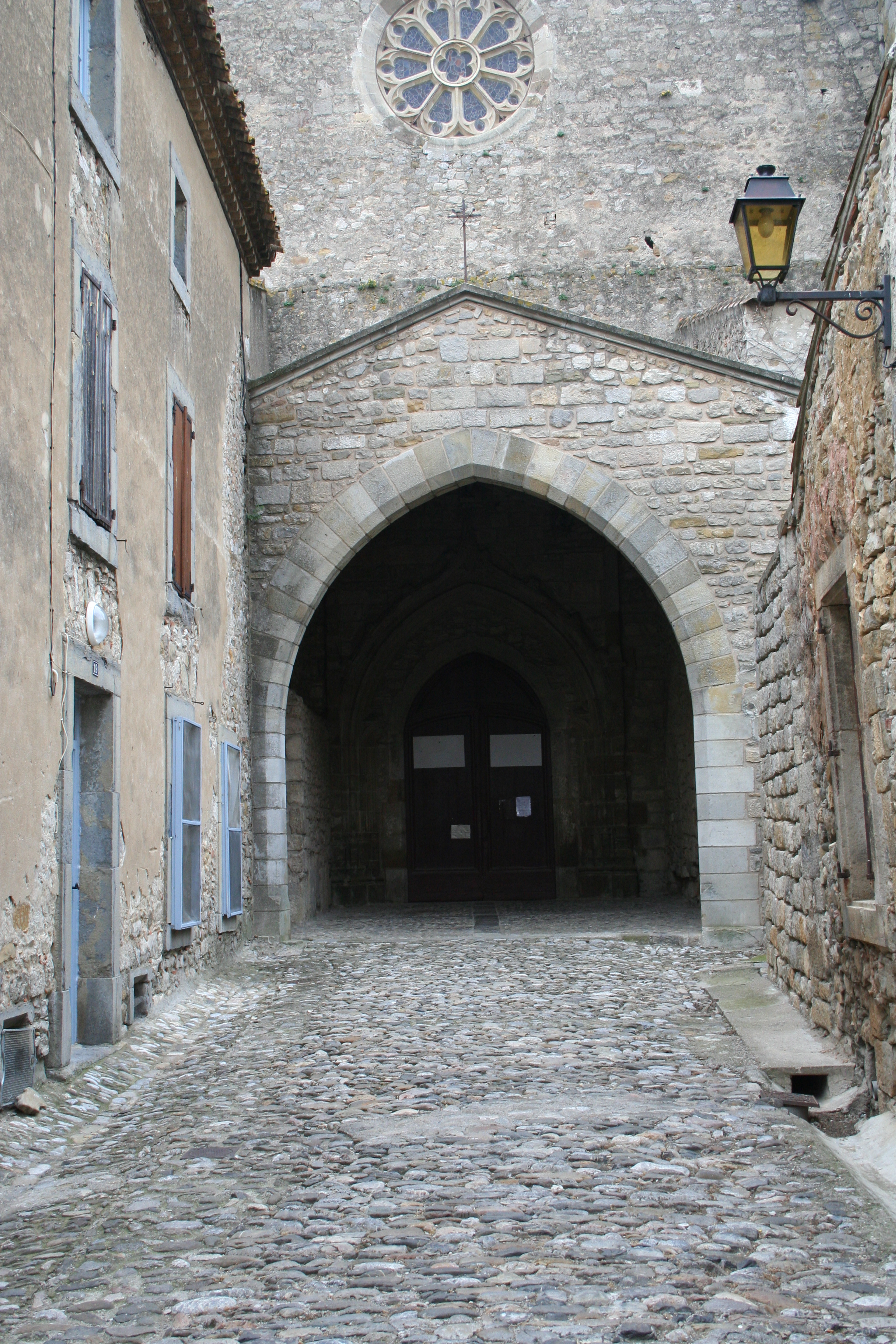
Вход в церковь Сен-Мишель
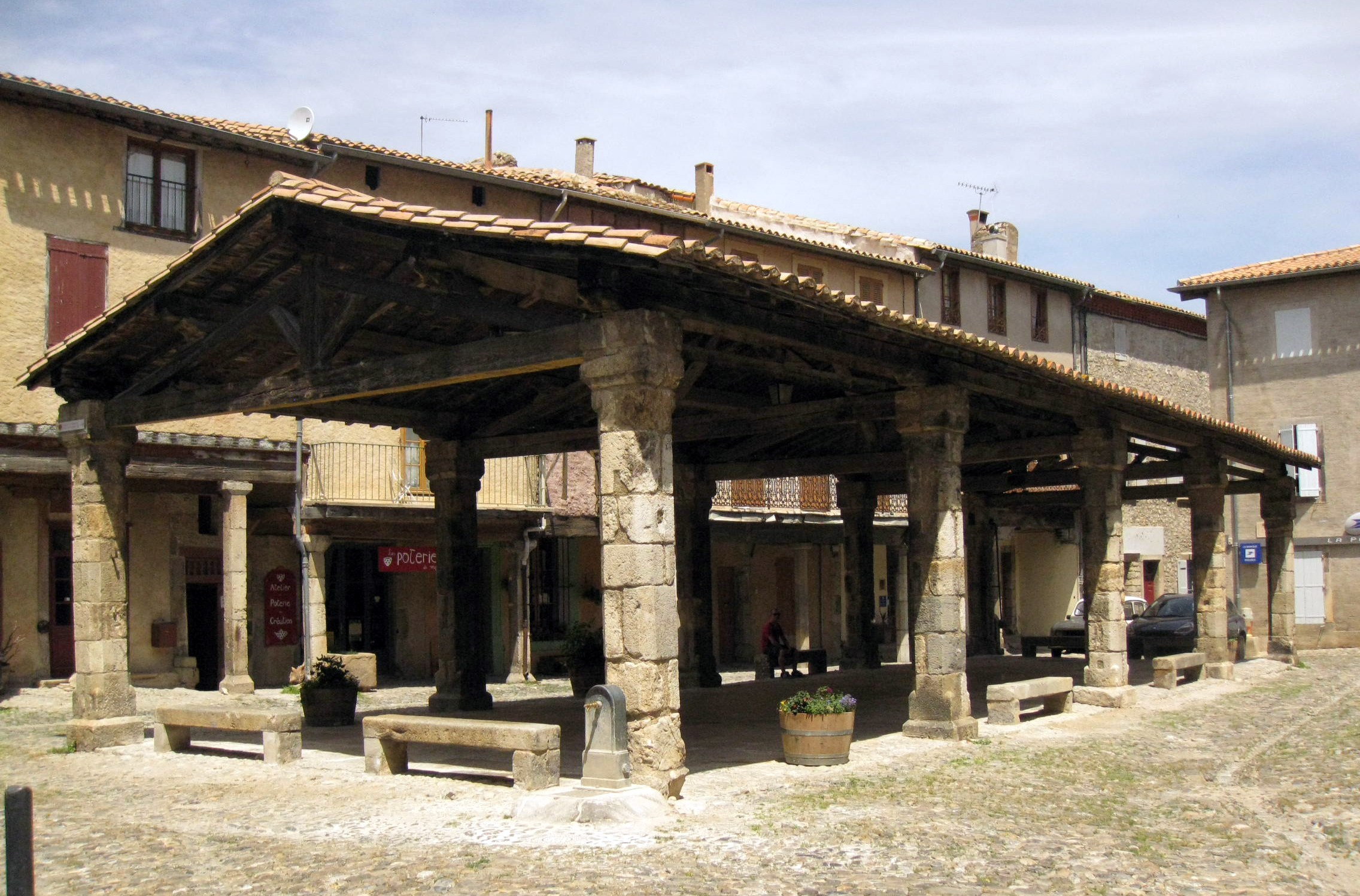
Крытый рынок